# 大和高田市立高田小学校
大和高田市立高田小学校（やまとたかだしりつ たかだしょうがっこう）は、奈良県大和高田市大中東町にある公立小学校。

## 通学区域
- 西町、北本町、内本町、高砂町、幸町、大中東町、大中南町、大字大中、大字高田、大字礒野、日之出西本町、日之出東本町、日之出町（土庫小学校区に属する日之出町の一部を除く）、南本町（片塩小学校区に属する南本町の一部を除く）、本郷町（片塩小学校区に属する本郷町の一部を除く）、三和町（片塩小学校区に 属する三和町の一部を除く）、大東町（片塩小学校区に属する大東町の一部を除く）、東雲町の一部（1番台～10番台、13番台）、神楽三丁目の一部（2番 38号、2番40号～2番43号）、礒野町、礒野北町、春日町一丁目の一部（1番25号～1番32号）、材木町（片塩小学校区に属する材木町の一部および 土庫小学校区に属する材木町の一部を除く）[1]

## 進学先中学校
- 大和高田市立高田中学校

## 交通アクセス
- 西日本旅客鉄道（JR西日本）和歌山線 高田駅より徒歩7分[2]。

## 著名な出身者
- 島本浩也（プロ野球選手）

## 通学区域が隣接している学校
- 大和高田市立土庫小学校
- 大和高田市立磐園小学校
- 大和高田市立陵西小学校
- 葛城市立磐城小学校
- 葛城市立新庄北小学校
- 大和高田市立浮孔西小学校
- 大和高田市立片塩小学校
- 橿原市立金橋小学校